# Monaeses brevicaudatus
Monaeses brevicaudatus är en spindelart som beskrevs av Ludwig Carl Christian Koch 1874. Monaeses brevicaudatus ingår i släktet Monaeses och familjen krabbspindlar.
Artens utbredningsområde är Queensland. Inga underarter finns listade i Catalogue of Life.